# Всесвітній день сну

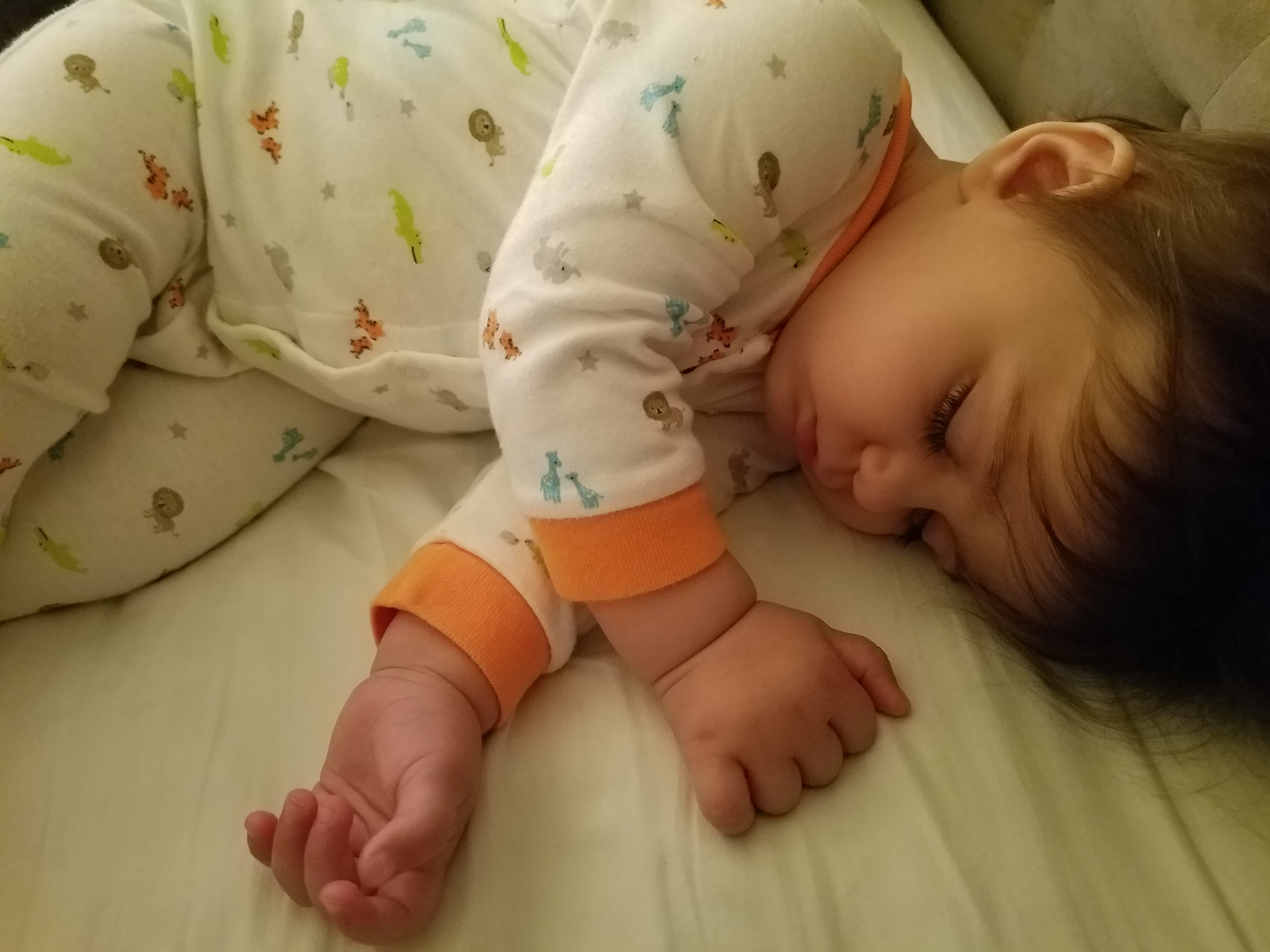
Дитина спить

Всесві́тній день сну відзначається щорічно у п'ятницю березня перед днем весняного рівнодення у рамках проєкту Всесвітньої організації охорони здоров'я (ВООЗ) з проблем сну і здоров'я, адже за статистикою від безсоння страждає понад 10% населення індустріально розвинених країн, а в кожного другого дорослого жителя землі відмічається один або декілька симптомів розладу сну. 
Всесвітній день сну запроваджено у 2008 році (але тоді його було відзначено 14 березня). У 2009 році його відзначали 20 березня, у 2010 — 19 березня, у 2011 році — 18 березня, у 2012 — 16 березня, а у 2013 році Всесвітній день сну відзначили 15 березня, у 2019 році — 15 березня. У 2023  — 17 березня. У 2024 — 15 березня. 
У цей день міжнародні медичні організації нагадують людям про проблему недосипання та безсоння, закликають людство до здорового способу життя. 
У 2011 році Всесвітній день сну був присвячений проблемам дитячого сну. 
У 2012 році ВООЗ висловила прогнози щодо майбутнього медицини.
У 2019 році Всесвітній день сну має слоган: "Здоровий сон — здорове старіння". 
У 2023 році слоганом стало: "Сон необхідний для здоров'я"
У 2024 році Всесвітній день сну має гасло: "Рівність сну для глобального здоров’я".